# متیل-دی‌اوبی
متیل-دی‌اوبی (به انگلیسی: Methyl-DOB) با فرمول شیمیایی C۱۲H۱۸BrNO۲ یک ترکیب شیمیایی با شناسه پاب‌کم ۱۰۰۸۵۴۸۶ است. که جرم مولی آن ۲۸۸٫۱۸۱ g/mol می‌باشد. 